# Картинная плоскость
Картинная плоскость — воображаемая плоскость, расположенная перпендикулярно лучу зрения (направлению взгляда на объект). Находится либо в плоскости объекта, либо между наблюдателем и объектом. Картинная плоскость определяется опорной точкой (в роли которой, как правило, выступает наблюдаемый объект), нормалью с началом в опорной точке, расстоянием до картинной плоскости. Термин используется в живописи, фотографии, астрономии. Картинная плоскость — один из главных элементов построения перспективы в изобразительном искусстве.

## Фотография
В фотографической камере роль картинной плоскости играет светочувствительный слой. Так как он располагается после центра проекции, то изображение оказывается повернутым на 180° для всех сторон, то есть верхние части расположены внизу, нижние — наверху, правые — слева и левые — справа, при этом изображение остается конгруэнтным по отношению к предмету съемки.

## Астрономия
Картинная плоскость в астрономии является плоскостью отсчёта наклонения орбит экзопланет и двойных звёзд.